# Manfred Heinrich (Rechtswissenschaftler)
Manfred Heinrich (* 28. März 1958 in München) ist ein deutscher Rechtswissenschaftler und Inhaber des Lehrstuhls für Strafrecht, Strafprozessrecht und Medienstrafrecht an der Christian-Albrechts-Universität zu Kiel.

## Leben
Heinrich studierte von 1977 bis 1982 in München, legte dort 1982 das erste juristische Staatsexamen und nach dem Referendariat 1986 auch das zweite Staatsexamen ab. Danach arbeitete er als wissenschaftlicher Mitarbeiter bei Claus Roxin an der Ludwig-Maximilians-Universität München und promovierte dort 1992 (Fakultätspreis) zum Thema Die Gefährliche Körperverletzung. Bestandsaufnahme und Versuch einer Neuorientierung. 2001 habilitierte er sich ebenfalls bei Claus Roxin an der Ludwig-Maximilians-Universität München mit der Arbeit Rechtsgutszugriff und Entscheidungsträgerschaft. Nach seiner Habilitation vertrat Heinrich Lehrstühle u. a. an der Universität Trier, der Universität Bielefeld und der Technischen Universität Dresden.
2008 berief ihn die Christian-Albrechts-Universität zu Kiel auf den Lehrstuhl für Strafrecht und Strafprozessrecht, dessen Denomination um das Fach Medienstrafrecht erweitert wurde. Seit 2008 ist er dort Direktor des Juristischen Seminars und seit 2012 auch Direktor des damals neu gegründeten Instituts für Kriminalwissenschaften. Er war von 2012 bis 2018 Studiendekan und BAföG-Beauftragter der Rechtswissenschaftlichen Fakultät, Mitglied des Ausschusses für Informationsverarbeitung des Senats der Christian-Albrechts-Universität zu Kiel sowie Mitglied des Verwaltungsrats des Studentenwerks Schleswig-Holstein. Seit 2013 ist er Mitglied im erweiterten Vorstand der Schleswig-Holsteinischen Universitätsgesellschaft. Ab 1. Juli 2018 war er Prodekan sowie ab 1. Juli 2020 Dekan der Rechtswissenschaftlichen Fakultät der Christian-Albrechts-Universität zu Kiel, wo er seit 6. Juli 2022 wiederum Prodekan ist.

## Schriften (Auswahl)
- Die Gefährliche Körperverletzung. Bestandsaufnahme und Versuch einer Neuorientierung. Beck, München 1993, ISBN 3-406-37819-6 (Dissertation)
- Rechtsgutszugriff und Entscheidungsträgerschaft. Beck, München 2002, ISBN 3-406-48812-9 (Habilitationsschrift)
- Krey/Heinrich, Deutsches Strafverfahrensrecht, 2. Auflage 2019, ISBN 978-3-17-029872-9 (Lehrbuch)
- Krey/Hellmann/Heinrich, Strafrecht Besonderer Teil, Band 1, 17. Auflage 2021, ISBN 978-3-17-038556-6 (Lehrbuch)
- Krey/Hellmann/Heinrich, Strafrecht Besonderer Teil, Band 2, 18. Auflage 2021, ISBN 978-3-17-038560-3 (Lehrbuch)